# Makart-Festzug

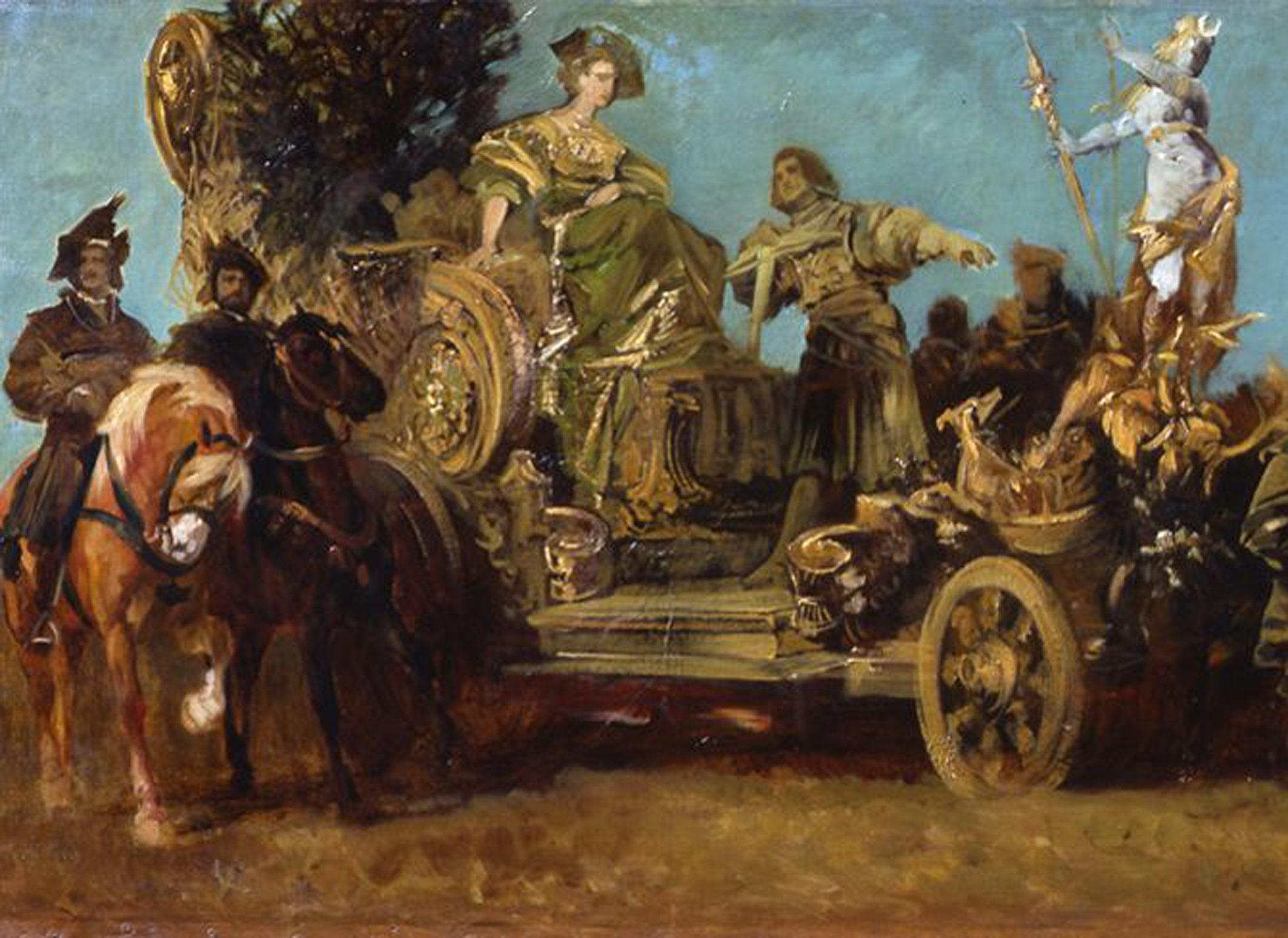
Hans Makart: Entwurf für den Wagen der Diana (Jagdgruppe)

Der Makart-Festzug vom Sonntag, dem 27. April 1879 in Wien hieß offiziell Festzug zur fünfundzwanzigjährigen Vermählungsfeier des Allerhöchsten Kaiserpaares veranstaltet von der Haupt- und Residenzstadt Wien und war Teil der Feierlichkeiten zur Silberhochzeit von Kaiser Franz Joseph I. und seiner Gemahlin Elisabeth.

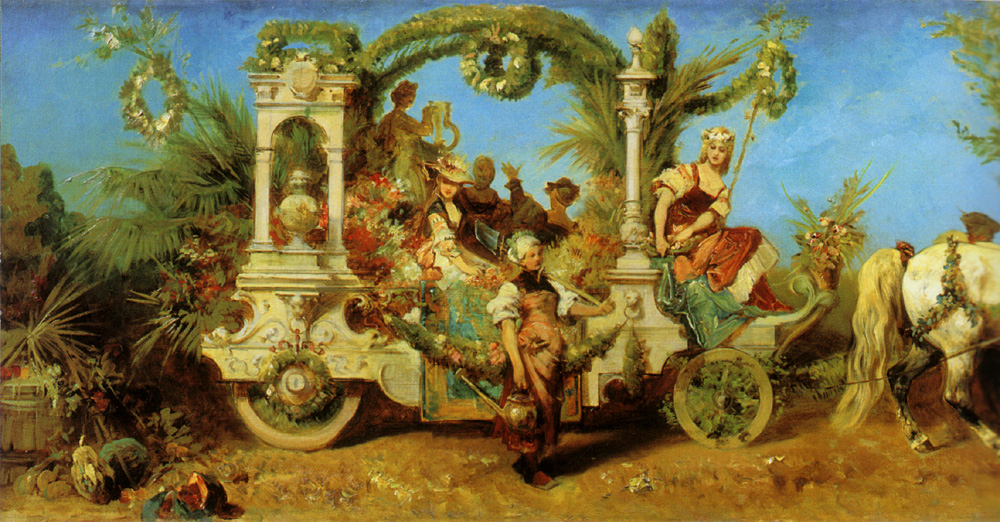
Der Gartenbau

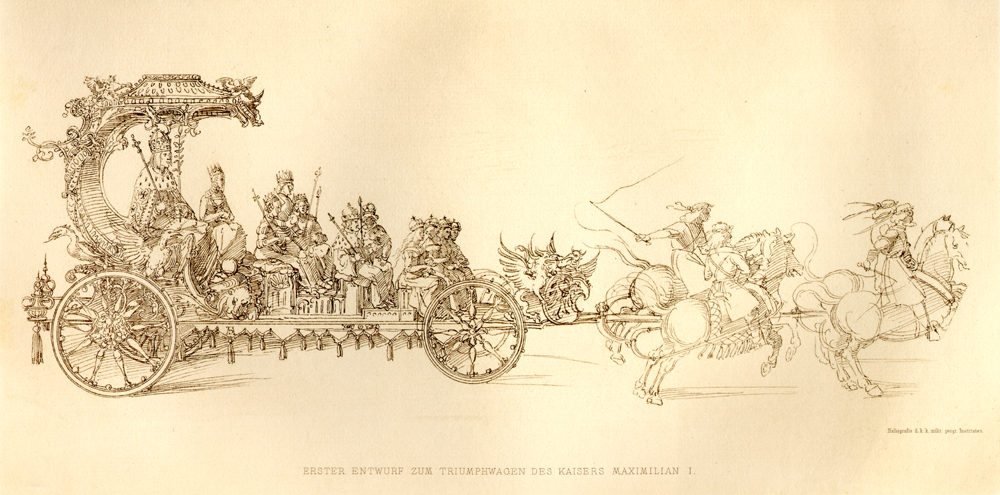
Das Vorbild Dürers

Die gründerzeitliche, in vollem Aufschwung befindliche Metropole feierte aus diesem Anlass sich selbst.
Kunst, Wissenschaft, Handel, Gewerbe, Industrie, paradierten, vom Prater ausgehend, über die Jägerzeile (heute Praterstraße) und die neu angelegte Wiener Ringstraße. Besonderen Beifall fanden jene vierzig Gruppen mit weit über 2000 Teilnehmern, die den vom Maler Hans Makart gestalteten historisierenden Kostümzug in Renaissancetracht bildeten. Makart nahm sich hier die Illustrationen Albrecht Dürers für einen Maximilians-Festzug (Ehrenpforte Maximilians I.) zum Vorbild. Die Veranstaltung war vom Wetter begünstigt und zog zehntausende Schaulustige an. Zahlreiche Künstler wirkten an der Vorbereitung mit: So stammte der Triumphwagen, auf dem der Jagdkönig thronte, vom Bildhauer Zumbusch, jener des Bergbaus von Silbernagel. Auch die Festwagen der Künstler und der Eisenbahnen fanden besonderes Interesse.